# Jean-Honoré Fragonard
Jean-Honoré Fragonard  (Grasse, 1732. április 5. – Párizs, 1806. augusztus 22.): francia festő, a rokokó korának elismert művésze.

## Életpályája

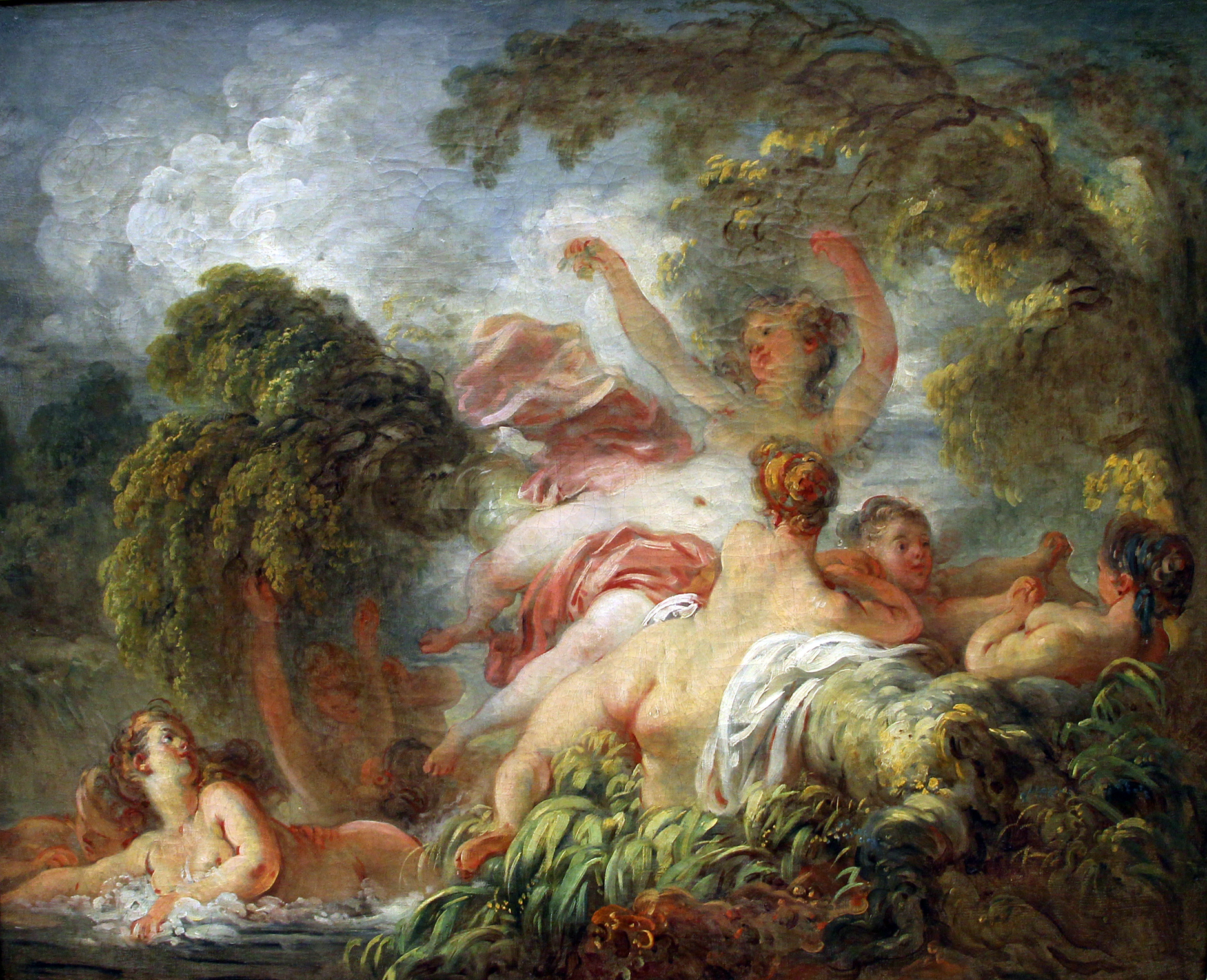
Fürdőzők

François Boucher és Jean-Baptiste Siméon Chardin tanítványa volt Párizsban. 1752-ben megnyerte a Prix de Rome nevű díjat. A forradalom előtti Franciaország ismert művészévé vált, könnyed vonalvezetésű, remek színeket alkalmazó, gyakran szerelmi témájú zsánerképeivel, valamint tájképeivel. Rézkarcokat is készített. Karrierjét a francia forradalom tette tönkre.

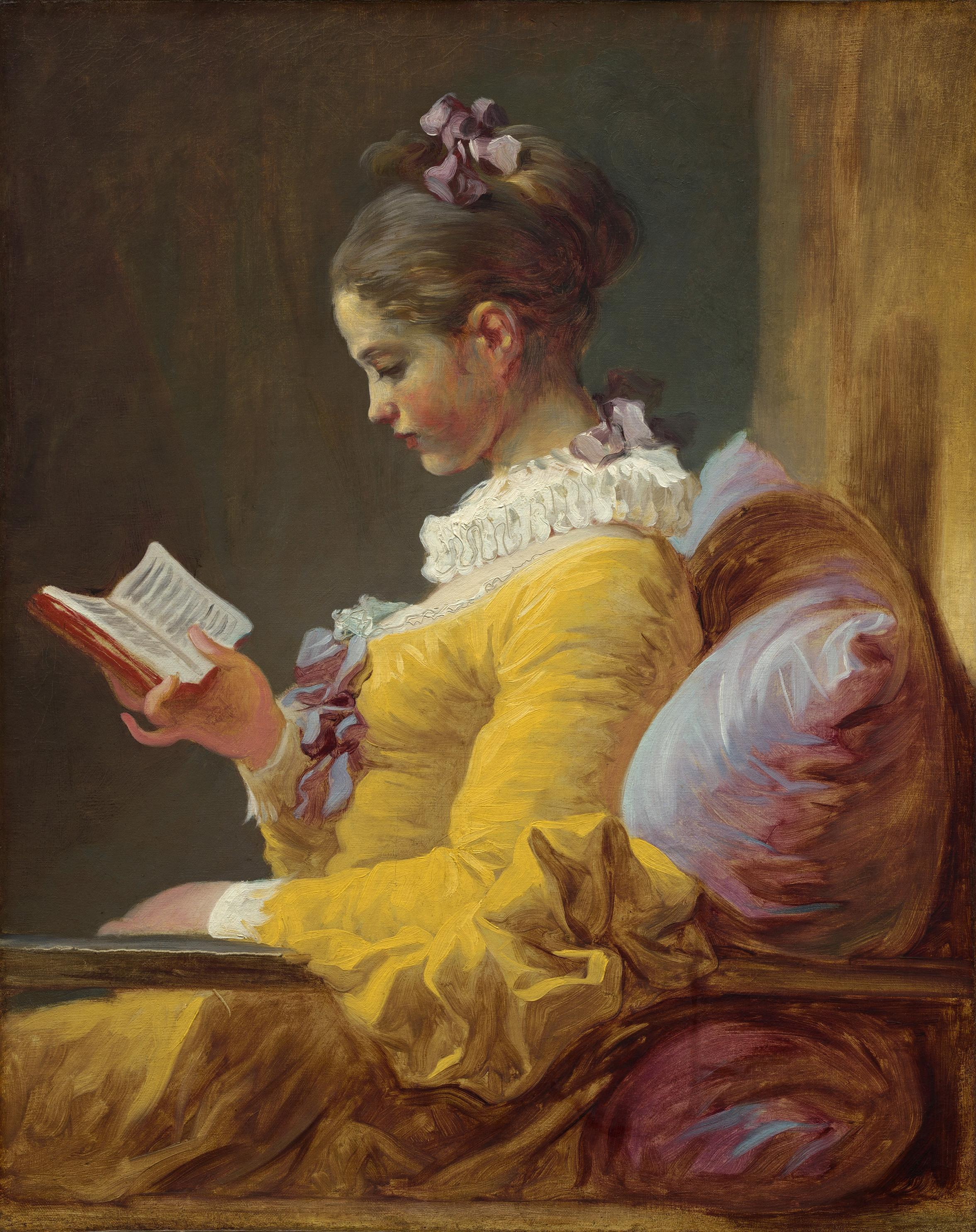
Olvasó nő

## Néhány ismert képe
- A hinta (London, Wallace Collection)
- A lopott csók
- Fürdő nő
- Alvó bacchánsnő (Bacchante endormie) (Louvre)
- A vihar

## Képei múzeumokban
- Számos képe a Rothschild család tulajdonában van.
- Louvre, Párizs
- Wallace Coellection, London
- Musée des Beaux-Arts, Rouen